# Венера Италийская
Венера Италийская (также Венера Италика) — мраморная скульптура Венеры (Афродиты), выполненная по заказу Наполеона Бонапарта итальянским скульптором Антонио Кановой.

## История

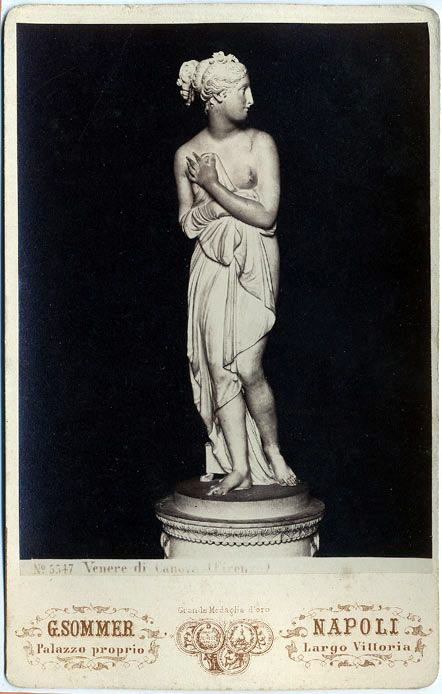
Венера Италийская на открытке Джорджо Зоммера

Канова закончил первоначальную основную работу в 1802 году и создал ещё два варианта, которые он завершил гораздо позже. Его скульптура должна была заменить скульптуру Венеры Медицейской, копию античной работы Клеомена из Афин, которая была изъята из флорентийской галереи Уффици, вывезена во Францию и помещена в 1802 году в Лувр по приказу Наполеона. Но после отречения Наполеона Венера Медицейская была возвращена в Италию 27 декабря 1815 года и помещена на прежнее место в галерею Уффици. Реплику, которую выполнил Антонио Канова взамен утраченной скульптуры поставили в зале Венеры в Палатинской галерее во дворце Питти во Флоренции.

## Работа над скульптурой
В начале XIX века президент флорентийской Академии изящных искусств графа Джованни Алессандри (Giovanni degli Alessandri) предложил неоклассическому скульптору Антонио Канове создать копию Венеры Медицейской. Канова принял это предложение и принялся за работу над своей Венерой Италийской, которая считается одним из его шедевров. По словам искусствоведа Эдварда Люси-Смита, художественное выражение сексуальной уязвимости этой работы передано лучше, чем на оригинальной Венере Медицейской. Большинство видевших скульптуру Кановы заметили превосходное мастерство фактуры его мраморных поверхностей. Его уникальная техника и способность достигать иллюзии человеческой плоти была названа «Прямым прикосновением».
Канова показывал свои работы при свечах. От воздействия света и теней на прозрачную мраморную поверхность, скульптору удавалось ещё больше смягчать переходы между различными частями статуи, используя для этого специальные инструменты и пемзу, иногда в течение нескольких недель или месяцев. Наконец, он применил неизвестное нанесение патины на поверхность скульптуры, чтобы осветлить тон кожи. Этот процесс был назван «Последним касанием».